# Henriette Youanga
Henriette Youanga (* 1. Januar 1958) ist eine ehemalige zentralafrikanische Bogenschützin.

## Karriere
Henriette Youanga nahm an den Olympischen Sommerspielen 2000 teil. Im Einzelwettkampf schied sie in der ersten Runde aus und belegte am Ende Platz 63.